# Duodji
Duodji (nordsamiska: duodji, lulesamiska: duodje, sydsamiska duedtie) är samisk slöjd, eller sameslöjd, och är en viktig del av den samiska kulturen. Med duodji menas den slöjd och det konsthantverk som tillverkats av samer, dvs. det som utgår från samiska traditioner, samiskt formtänkande, samiska mönster och färger. 
Av tradition används naturen och renen som materialkälla och männen har oftast arbetat med de hårda materialen som trä och horn, medan kvinnorna oftast arbetat med de mjuka som skinn, textil och rötter. Fortfarande förekommer traditionsöverföring från äldre till yngre generationer. Många sameslöjdare försöker idag att förnya eller vitalisera traditionen. Duodji spänner på så vis över ett register från utpräglat hantverk till sådana föremål, som i dagligt tal brukar kallas konsthantverk eller konst. Duodji har omisskännliga karaktärsdrag som skiljer samisk slöjd från annan slöjd, och framför allt från exotisk souvenirtillverkning. Ordet Duodji används också som ett äkthetsmärke för sameslöjd och samiskt konsthantverk.
Utbildning i duodji finns på Samernas utbildningscentrum i Jokkmokk och på Samiska högskolan i Kautokeino.

## Sameslöjd i urval

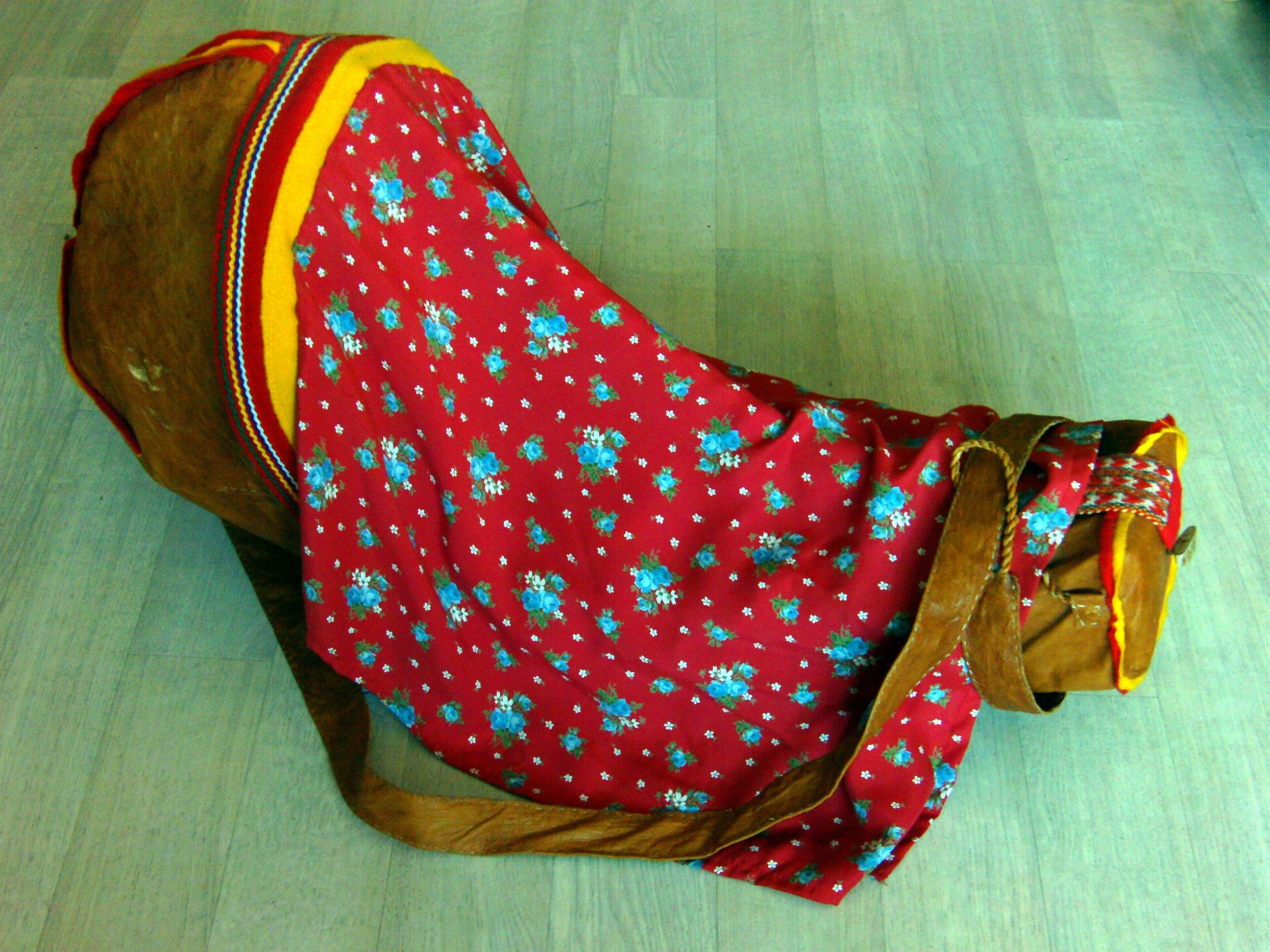
Vagga
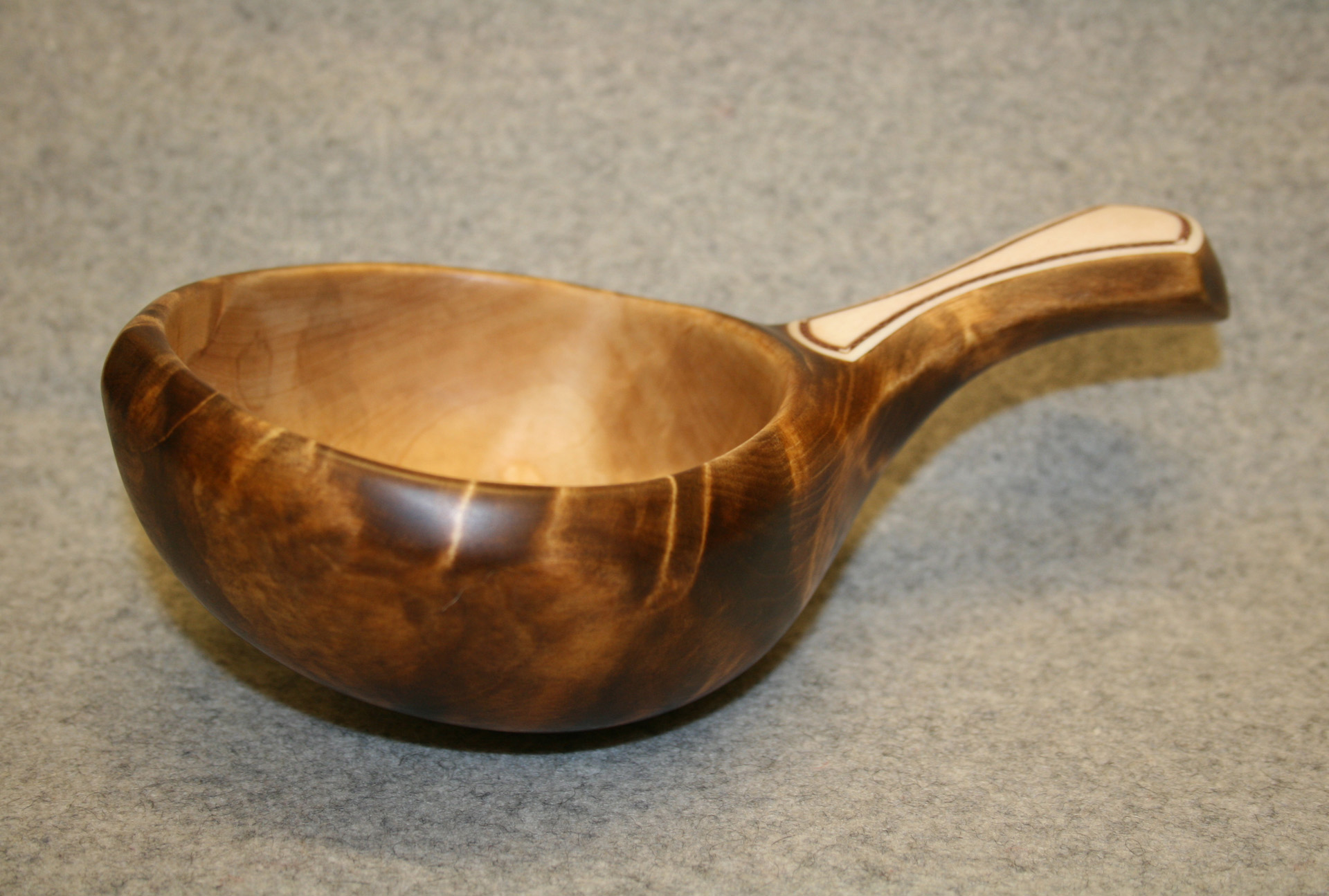
Guksi
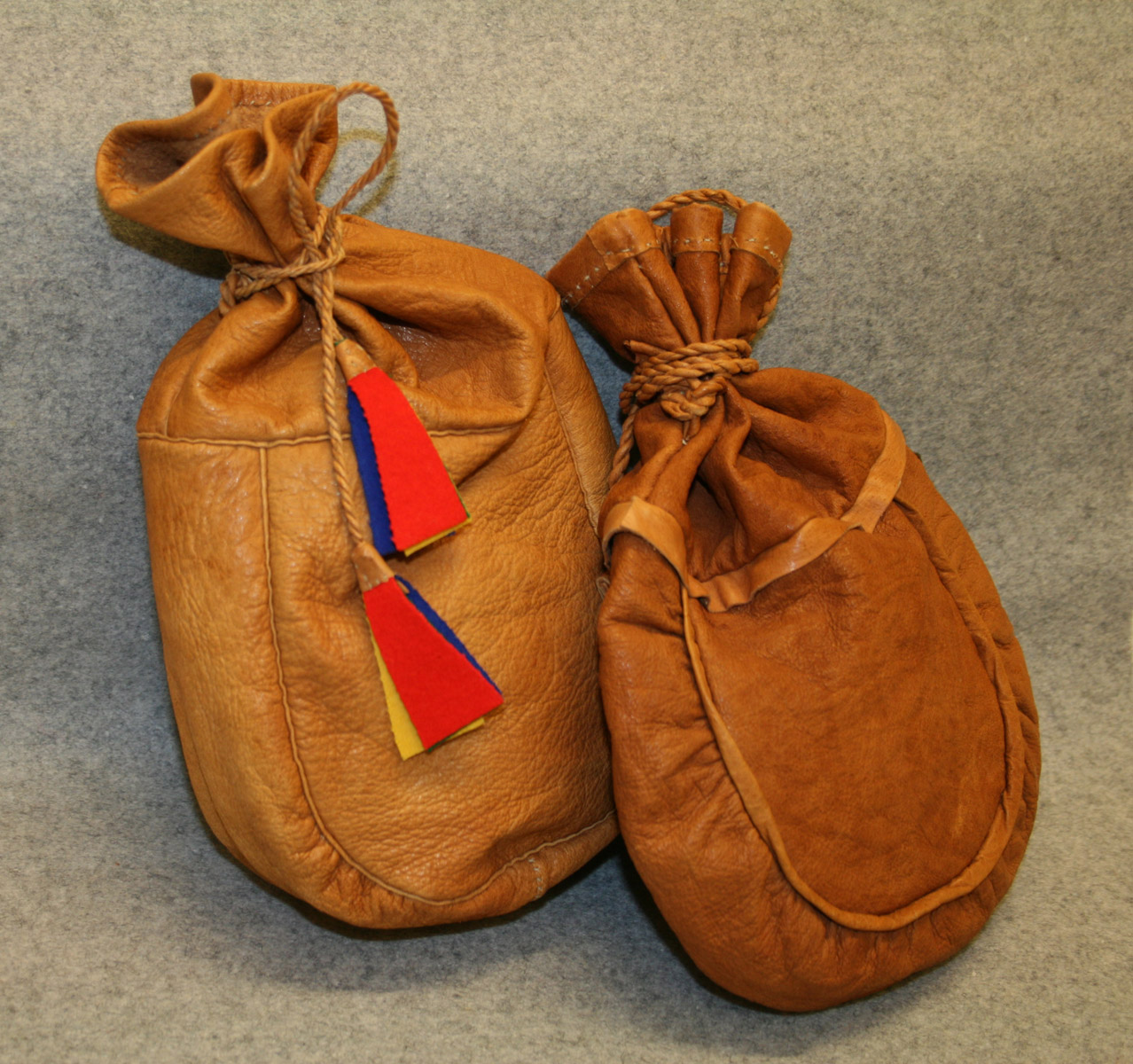
Kaffepåsar
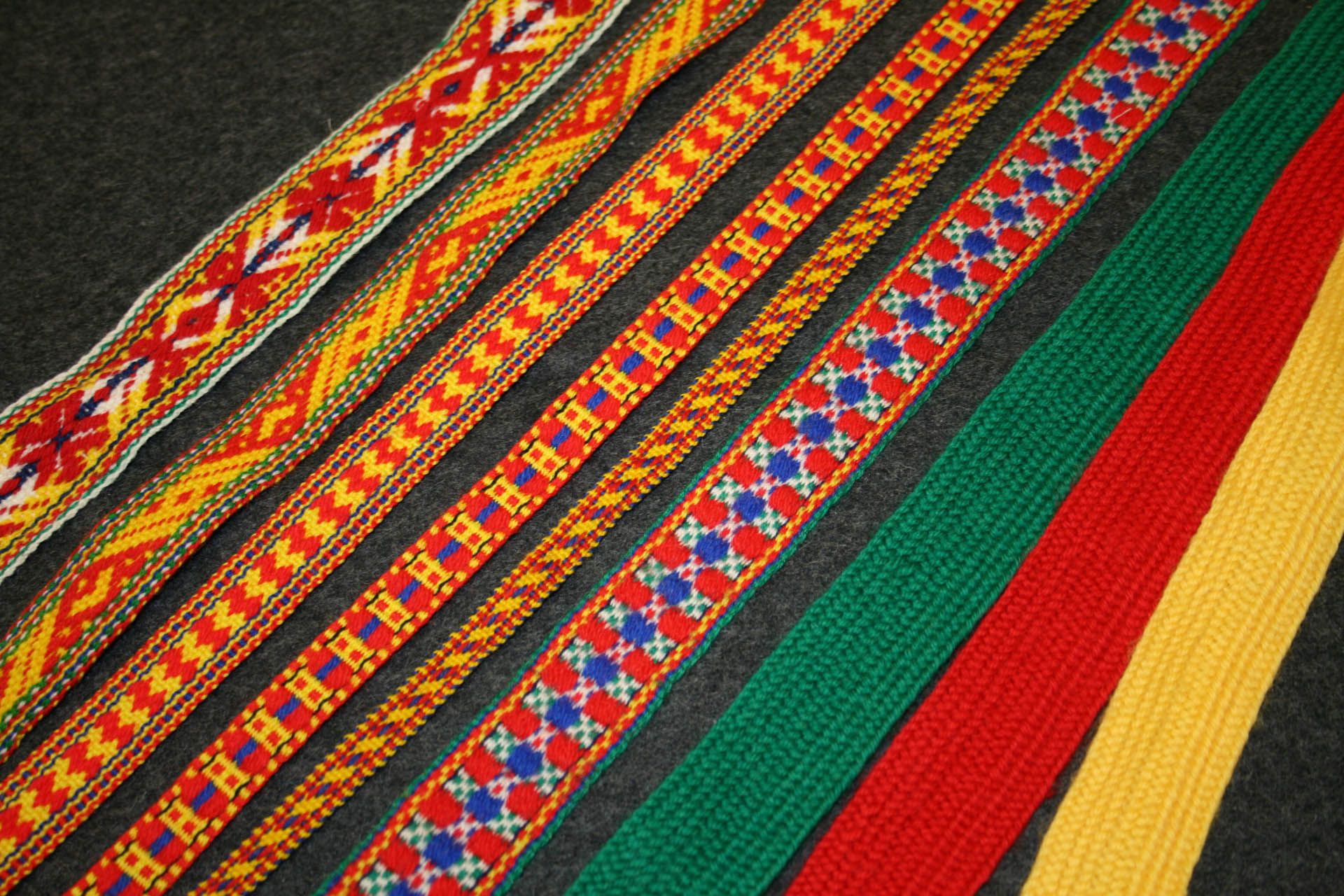
Samiska band
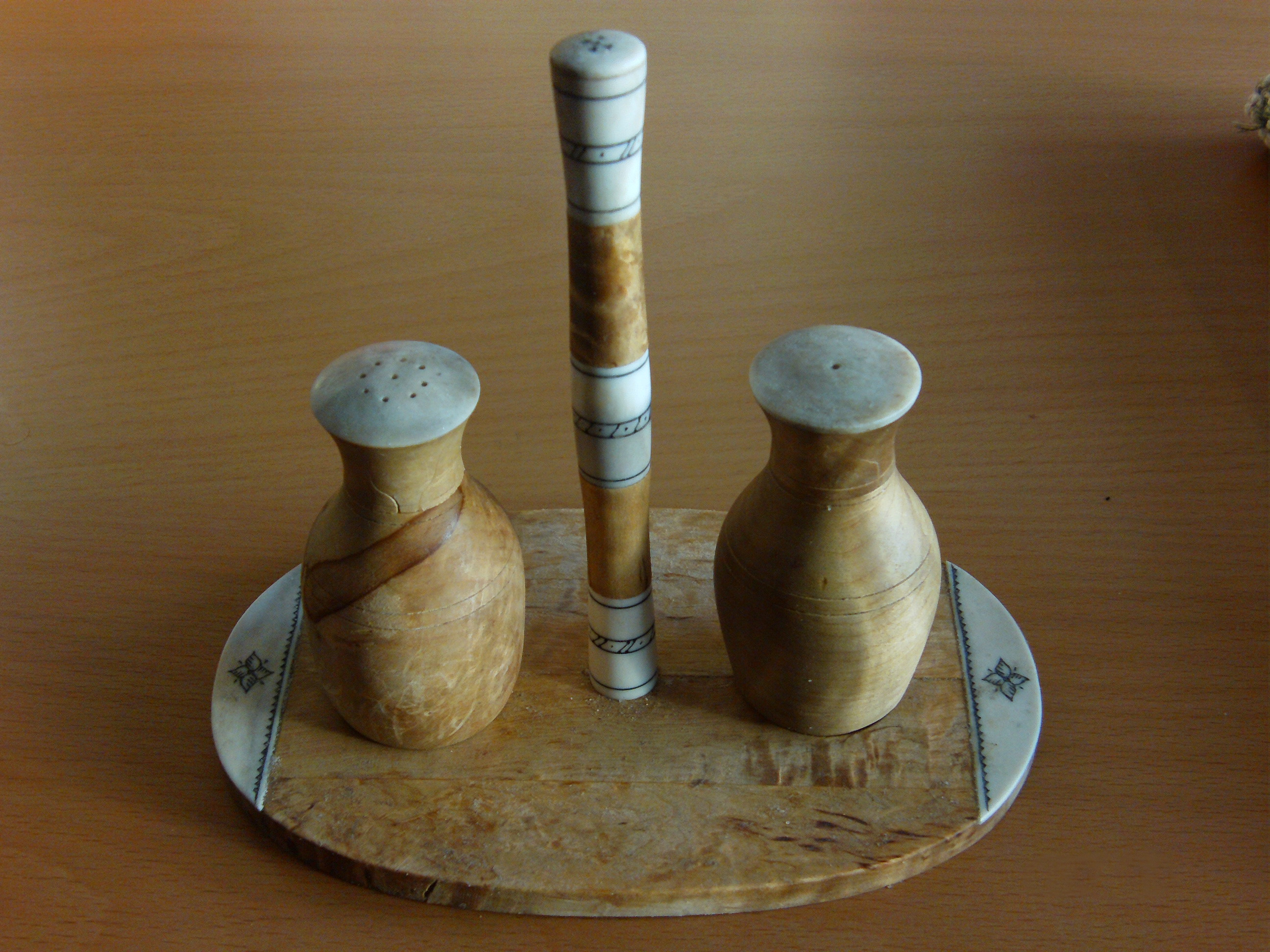
Saltkar
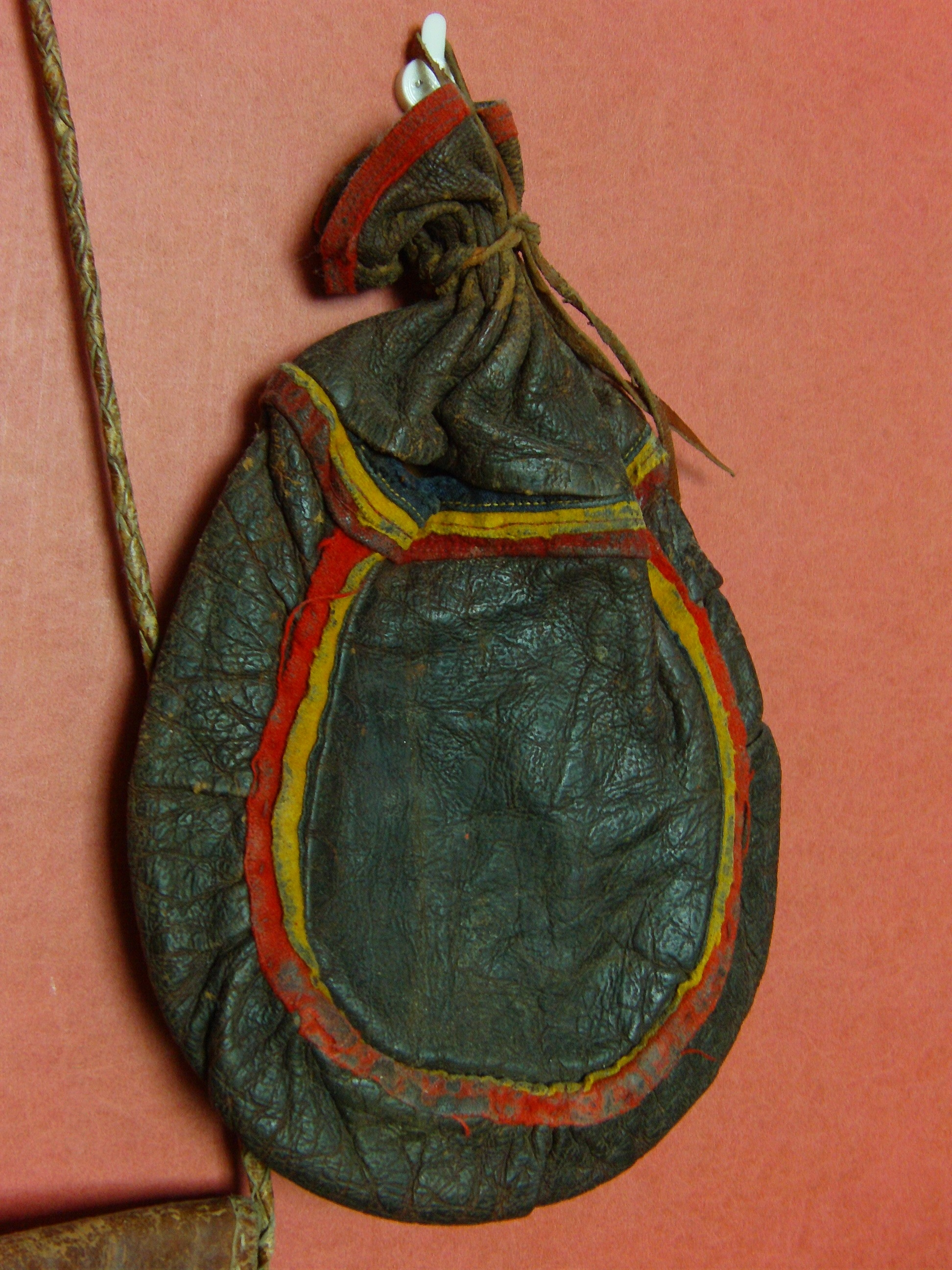
Kaffepåse
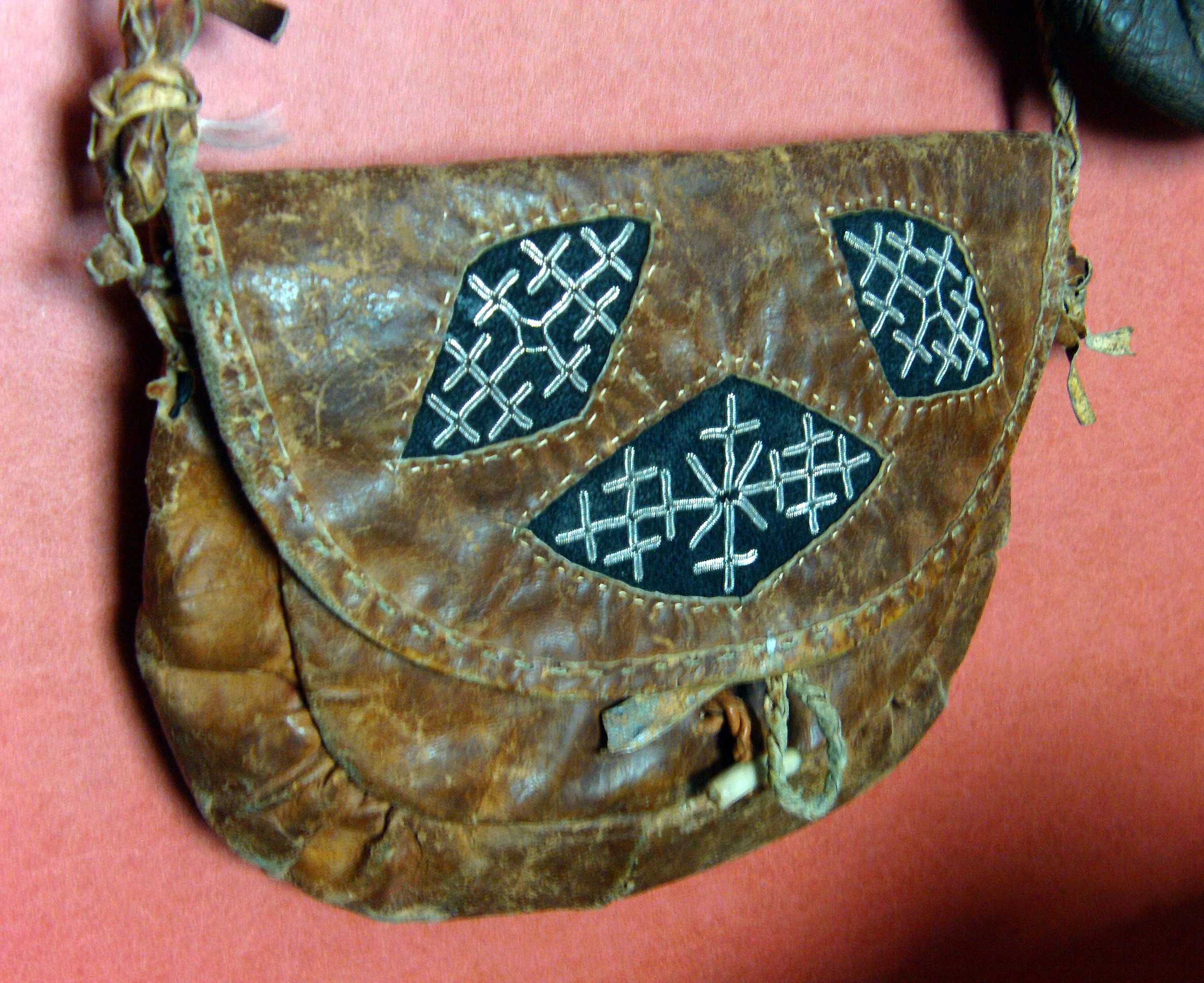
Tennbroderad handväska
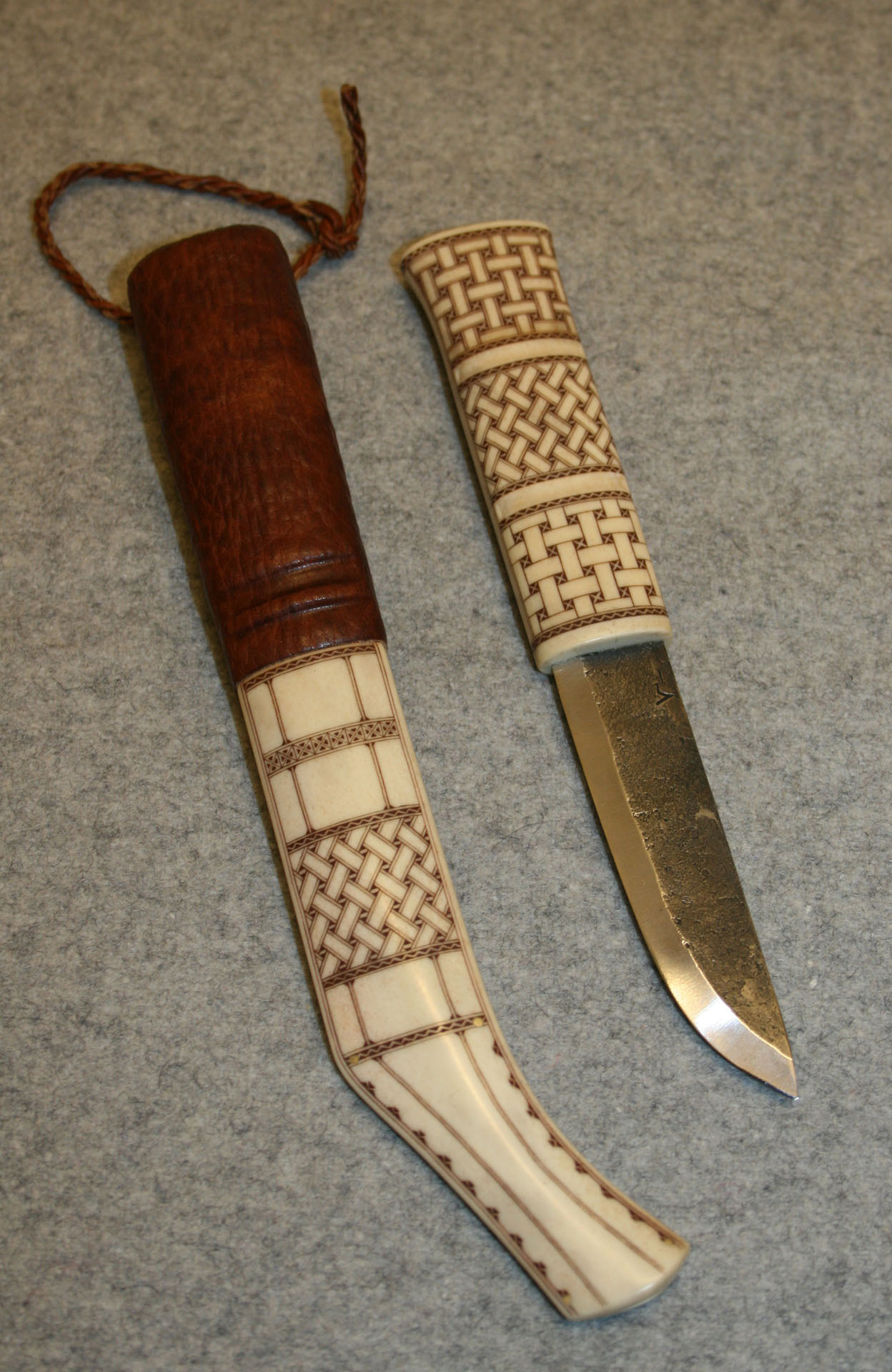
Sydsamisk kniv